# Xylosma pachyphylla
Xylosma pachyphylla е вид растение от семейство Върбови (Salicaceae). Видът е критично застрашен от изчезване.

## Разпространение
Разпространен е в Пуерто Рико.